# ディナモ・スタジアム (マハチカラ)
ツェントラーリニー・マハチカリンスキー・スタジアム «ディナモ» (ロシア語:Центральный Махачкалинский Стадион «Динамо») はロシア・ダゲスタン共和国、マハチカラにあるスタジアム。アマチュア・フットボールリーグ所属のFCディナモ・マハチカラがホームスタジアムとして使用している。

## 概要
ディナモ・スタジアムは1927年に建設が始められ、1927年5月31日にオープンした。スタジアムは1968年と2000年に改修された。1999年、1部リーグ(実質2部)に所属していたFCアンジ・マハチカラがロシア・プレミアリーグ昇格を果たすが、ディナモ・スタジアムはリーグの要件を満たしていなかったため改装される。スタジアム西側のスタンドを拡張し、電光掲示板の設置、プラスチック製の座席を設置、芝生を管理する装置の設置などの改修を行いスタジアムは大きな変化を遂げた。
FCアンジ・マハチカラがディナモ・スタジアムを利用した期間は1994年と1997年-2003年で、2003年にはスタジアムを管理、運用するFSOディナモの副会長ザガラフ・アブドゥルベコフとの対立から、カスピースクにあるハザール・スタジアムに移転することを余儀なくされたが、2006年以降はディナモ・スタジアムで試合を開催した。
2010年7月、ロシア・プレミアリーグ第12節のFCロコモティフ・モスクワとの試合はホームで行うことになっていたが、芝の状態が不十分として、ロシアサッカー連合からスタジアムの使用許可が下りず、ロコモティフと協議した結果、第12節はロコモティフ・スタジアムで開催することにし、10月31日の第26節はホームで開催することに合意した。第14節のFCテレク・グロズヌイ戦はFCアラニア・ウラジカフカスのホームスタジアムであるスパルタク・スタジアムで開催をした。シーズン真っ只中でスタジアム使用不可になったアンジは迷惑をかける事になったロコモティフの迅速な対応に感謝を述べ、前日にFCトム・トムスクと試合をした上でスタジアムを提供したアラニアに感謝を述べた。
この事態を招いた原因としてFSOディナモの資金不足を理由とした管理不届きが挙げられる。問題が起こった時期は、FSOの従業員が、ほとんどいない状態であり、また無給で働き、芝には水が撒かれていない状態であった。アンジは従業員の給与を支払う準備も含めて、モスクワに事務所を置く芝専門のСпортгазон(スポールトガゾーン)に修復を依頼。その後、ダゲスタン当局の介入もあり問題は解消された。2011年にアンジ・マハチカラは大富豪のスレイマン・ケリモフの手に渡り、ハザール・スタジアムは再建される事が決まった。アンジは2013年3月にロシアサッカー連合からアンジ・アレーナ(ハザール・スタジアム)のスタジアム認定された事から、アンジは2013年を最後にアンジ・アレーナに移動した。